# Corte suprema del Michigan

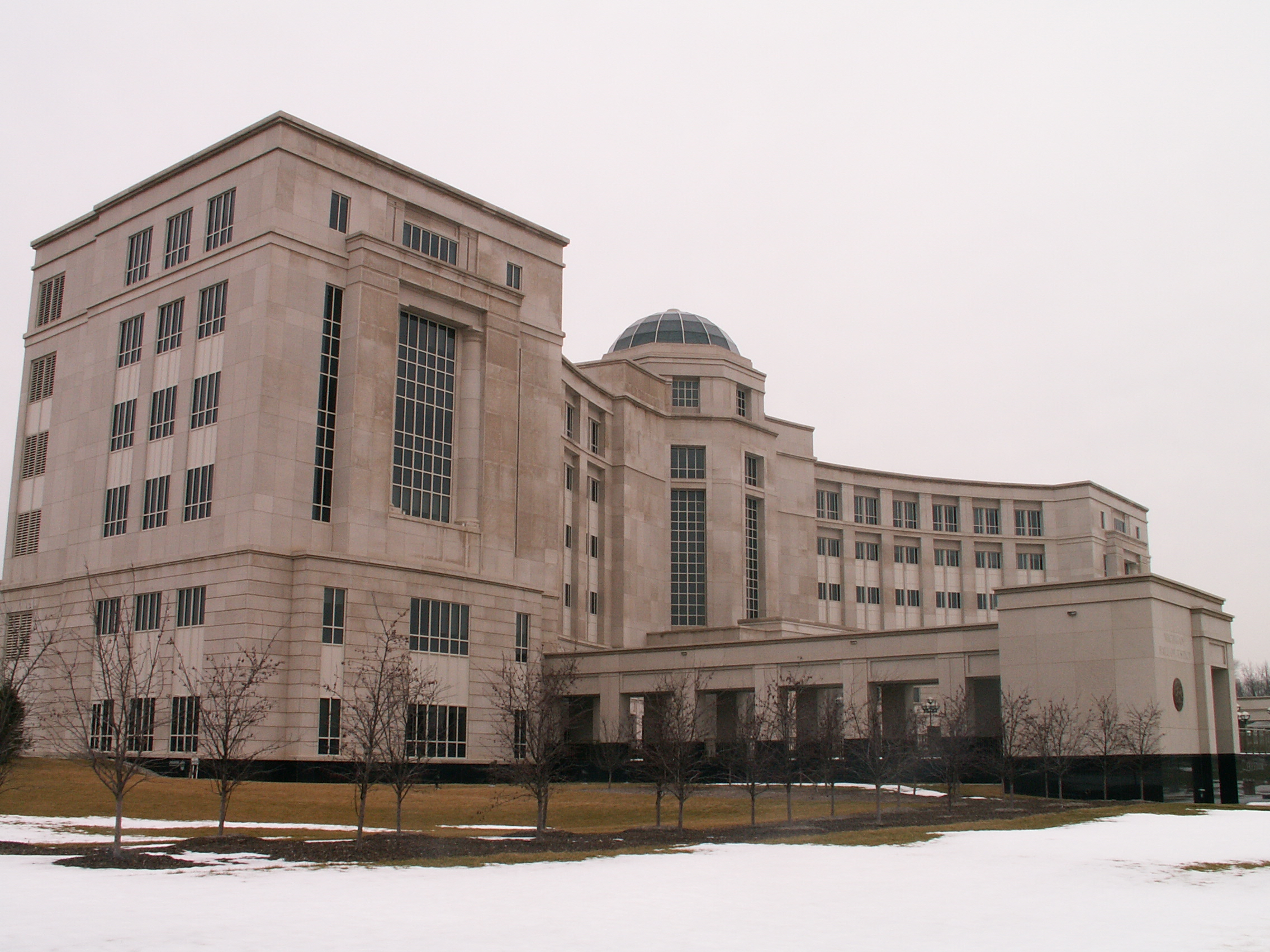
L'edificio visto dall'esterno.

La Corte suprema del Michigan è il più importante organo giurisdizionale dello Stato statunitense del Michigan. È conosciuta come Corte di ultima istanza ed è composta da sette giudici, eletti ogni otto anni. I candidati sono designati dai partiti politici ma sono eletti in una votazione non partitica. I candidati devono essere elettori qualificati, avere una laurea in diritto conseguita in una istituzione universitaria del Michigan da almeno cinque anni e avere meno di 70 anni di età al momento della votazione. Gli ebentuali posti vacanti sono coperti attraverso nomine fatte dal governatore dello Stato. Ogni due anni i giudici della Corte suprema eleggono il proprio presidente, che ha il titolo di Chief Justice.
Ogni anno la Corte riceve più di 2 000 nuove cause. Nella maggior parte dei casi i due litiganti chiedono una revisione da parte della Corte degli appelli del Michigan, ma la Corte suprema affronta anche casi di reati professionali, con tanto di avvocati, anche se questo tipo di causa è più raro. La corte fa delle ipotesi quando non si è certi e risolve il caso con una votazione. Opinioni e ordinazioni della corte sono riportati nella pubblicazione ufficiale Michigan Reports.
Altre faccende della Corte riguardano il controllo delle Corti di altri Stati; la Corte è assistita dallo State Court Administrative Office, un'agenzia apposita. Un'altra responsabilità della corte è quella di dare la possibilità ai cittadini di dare dei suggerimenti per migliorare le funzioni e i ruoli della Corte. La Corte suprema ha infine la funzione di controllare tutte le corti minori situate nel Michigan.
Secondo l'articolo 6, sezione 30 della Costituzione del Michigan, la Michigan Judicial Tenure Commission stata creata con la funzione di agenzia con la funzione di vagliare vari casi come reati o infermità assistendo la Corte suprema.
La Corte è situata in un edificio detto Michigan Hall of Justice a Lansing, la capitale del Michigan.